# Delphinium stapeliosmum
Delphinium stapeliosmum là một loài thực vật có hoa trong họ Mao lương. Loài này được Brühl mô tả khoa học đầu tiên năm 1895.